# 도겸 (삼국지)
도겸(중국어 정체자: 陶謙, 간체자: 陶谦, 병음: Táo Qiān 타오첸[*], 132년~194년)은 중국 후한 말기의 관료로, 자는 공조(중국어: 恭祖, 병음: Gōngzǔ 궁쭈[*])이다.

## 생애

### 어린 시절
단양군 단양현(丹陽縣) 사람이다. 젊어서 학문을 좋아하여 유생이 되었다. 어려서 고아가 되어, 남에게 구속받지 않았다. 나이 열넷이 되자 고을 아이들의 추종을 받았다. 옛 창오태수 감공이 도겸을 만나, 도겸을 기이하게 여기고 마음에 들어해 자기 사위로 삼았다.
주와 군에서 벼슬을 했고, 무재로 천거되어 노현의 현령에 임명되었다. 이후 유주자사, 의랑을 역임했다.

### 한수의 난
서강이 변경을 침략하여 황보숭(皇甫嵩)이 정서장군이 되었는데, 도겸은 부름을 받아 양무도위가 되었고, 황보숭과 함께 강족을 쳐부쉈다. 거기장군 장온(張溫)을 따라 서쪽으로 가 반란을 일으킨 한수를 토벌했다. 장온은 도겸을 불러 후히 대우했으나, 도겸은 장온에게 속으로 불복하였고, 돌아와서는 술자리에서 장온을 욕하였다. 장온은 분노하여 도겸을 변방으로 유배보냈으나, 어떤 사람이 장온에게 도겸을 풀어줄 것을 말하여 도겸은 유배가던 도중에 돌아올 수 있었다. 도겸에 대한 장온의 대우는 처음과 같았다.

### 서주자사
마침 서주에서 황건적이 일어나자, 도겸은 서주자사에 임명되어 이를 토벌했다.
동탁(董卓)이 일어나 천하가 어지러워지자, 주와 군에서 병사를 일으키고, 천자는 서울을 장안으로 옮겨 사방과 단절되었다. 동탁은 주준을 낙양에 남겨뒀는데, 주준은 관동의 반동탁 연합군과 호응하여 하남을 탈환하고 황폐해진 하남을 떠나 중모(영천군의 속현)에 주둔하고 있었다. 도겸은 주준과 손을 잡고 정예 병력 3천과 군자를 후원했다. 동탁은 왕윤에게 암살당했으나, 동탁의 부장인 이각(李傕)과 곽사(郭汜) 등이 쿠데타를 일으켜 왕윤을 죽이고 조정을 장악했다. 도겸은 주준을 추대하고, 주변의 명사 · 주목 · 태수들과 연합하여 이각과 곽사를 치고 황제를 받들어 모시고자 했다. 그리하여 공융, 정현, 응소, 복건 등과 공동명의로 주준에게 상주했다. 그러나 주준은 직접 조정에 들어가려는 계획이었으므로 이를 사양해, 도겸의 계획은 성사되지 못했다.
도겸은 조정에 사자를 보내 샛길로 가서 공물을 바치게 했으므로, 안동장군·서주목으로 옮겼고, 율양후에 봉해졌다. 이때 서주는 백성들이 부유하고 미곡이 많이 있었으므로, 유랑하는 백성들이 많이 서주로 갔다. 그러나 도겸은 형벌과 행정을 다스리지 않고, 도의를 위배하고 감정에 따라 행동했다. 당시 조욱은 서주의 명사로 충성스럽고 정직하였으나 도겸과 소원해져서 멀리 광릉태수로 나갔고, 조굉 등은 간사한 소인배였는데 도겸은 이들과 친하여 일을 맡기니 선량한 사람들이 해를 입었다.
당시 기근이 들자, 진등(陳登)을 전농교위로 삼았고, 진등이 농업 발전에 힘써 곡식이 풍성히 쌓였다.

### 조조와의 대립
원술(袁術)과 원소(袁紹)가 사이가 벌어지자, 도겸은 공손찬(公孫瓚)의 명으로 발간현에 주둔하며 고당에 주둔한 유비(劉備), 평원에 주둔한 선경(單經)과 함께 원소를 핍박했으나, 이들은 모두 원소와 조조에게 격파당했다.
초평 4년(193년), 하비성에서 궐선(闕宣)이라는 자가 천자(황제)를 칭하였을 때 도겸은 궐선과 함께 약탈을 일삼다가 궐선을 죽이고 그 군대를 거두었다. 혹은 궐선과 합종하였다가 궐선을 죽이고 그 군대를 아울렀다.
조조(曹操)의 아버지 조숭(曹嵩)이 도겸의 군사에게 살해되었다. 도겸 휘하의 장수가 다스리는 낭야로 피난했다 사졸들이 조숭의 재물을 탐내어서 조숭을 죽였다고도 하고, 조조가 조숭을 영접하려 하자 도겸이 도위 장개(張闓)로 하여금 이를 호송하게 했는데, 장개가 중도에 조숭을 죽이고 재물을 취하여 회남으로 달아났다고도 한다. 이 허물은 도겸에게 돌아가서, 급기야 조조는 서주로 쳐들어가 도겸을 정벌하기에 이르렀다. 이 해 가을, 조조가 도겸을 쳐 10여 성을 떨어트렸으나, 도겸은 성을 지킬 뿐 감히 응전하지 않았다. 조조는 다음해 봄에 회군했다. 조조는 도겸을 깨트려 10여 성을 공략했고, 도겸은 팽성에서 조조와 싸워 져 담성으로 도망했다. 조조는 담성을 공격하였으나 이기지 못했고, 군량이 다하였으며, 청주자사 전해(田楷)가 구원군을 이끌고 왔으므로 돌아갔다. 이때 조조가 죽인 자들로 인해 사수가 막혀 흐르지 않았다. 조조가 퇴군하는 길에 있던 취려, 저릉, 하구를 함락시키고 모두 도륙하여 수십만 명을 죽였으며, 닭이나 개도 살아남은 것이 없어 다섯 현의 성읍에는 사람의 종적이 없었다. 장안 일대에서 이각의 난을 피하여 도겸에게 의탁한 자들이 모두 죽었다. 도겸은 전해가 데려온 유비에게 단양병 4천을 내어주고, 표를 올려 예주자사로 삼고 소패에 주둔하게 했다.

### 원술과의 대립
도겸은 서주의 관할하에 있는 광릉군 강도현으로 이주해 온 손책(孫策)을 꺼려, 손책은 도겸을 피해 자신은 원술을 섬기고 가족은 양주 오군 곡아현으로 이주시켰다. 이후 원술이 육강(陸康)에게 서주를 치기 위해 군량미 3천을 빌리려 든 것으로 보아 원술과의 제휴도 깨진 것으로 보이며, 따라서 손책이 어머니를 모시고자 여범(呂範)을 파견하자 이를 원술의 정탐으로 여기고 고문하기도 했다.

### 사망
흥평 원년(194년), 조조는 다시 도겸을 쳐 낭야와 동해의 몇 현을 함락시켰고, 도겸은 단양으로 도주하려 했다. 마침, 장막(張邈)과 진궁(陳宮)이 여포를 맞아들이고 연주를 점거하여, 조조는 여포를 치러 돌아갔다. 이때 조조는 양분현을 지나가면서 또 사람들을 살륙했다. 도겸은 이 해 죽었다. 향년 63세였으며, 장소(張昭) 등은 그를 애도하는 글을 지었다. 병이 깊어졌을 때, 별가 미축(麋竺)에게 유비가 서주를 통치하도록 유언했다.

## 《삼국지연의》에서의 도겸
《삼국지연의》에서는 온화한 군주로 백성들을 아끼고 덕성있는 유비에게 서주를 맡기는 인물로 등장한다. 반동탁연합군에 참여하기도 했다.

## 도겸을 섬긴 사람들
| - 미방 자방(子方) - 미축 자중(子仲) - 손관 중대(仲臺) - 왕랑 경흥(景興) - 여유 - 오범 - 유비 현덕(玄德) - 장개 | - 장패 선고(宣高) - 조굉 - 조욱 원달(元達) - 조표 - 진규 한유(漢瑜) - 진등 원룡(元龍) - 착융 |

## 도겸의 친족관계
겸(謙)┳상(商)

　　　┗응(應)

## 같이 보기
- 삼국지 인물 목록
- 조조의 서주 침공